# Ettore Santi
Ettore Santi (Spoleto, 12 marzo 1882 – Spoleto, 26 settembre 1966) è stato un politico italiano.
Iscritto al Partito Repubblicano, di professione ragioniere, viene eletto come rappresentante alla Costituente nel 1946.

## Biografia
Quarto di dieci figli, nato da Francesco e Irma Sconsolini, la famiglia è proprietaria terriera ed appartiene alla borghesia cittadina. Diplomatosi al collegio professionale della città di Spoleto nel 1910, inizialmente si occupa degli affari di famiglia, per poi preferire l'assunzione nella sede centrale della Banca Popolare di Spoleto, di cui negli anni venti ricopre il ruolo di direttore generale. Si interessa alla vita politica agli inizi del Novecento. Iscrittosi al Partito Repubblicano diviene un burocrate e amministratore locale, venendo prima eletto sindaco del paese di Scheggino e dal 1920 al 1922 di Spoleto.
Durante il ventennio fascista si allontana dalla vita politica dedicandosi alla famiglia e agli affari. Sposato con Francesca Spinelli ha due figli, morti in giovane età a causa di una malattia.
Al termine della seconda guerra mondiale viene candidato dal partito alla Costituente, eletto con un elevato numero di preferenze e nominato segretario del gruppo repubblicano. Avviato a una brillante carriera politica viene coinvolto nell'aprile del 1947 in uno scandalo di natura sessuale e di utilizzo di stupefacenti che comporta l'allontanamento dal partito e l'esclusione dall'Assemblea, carica che però mantiene aderendo al gruppo misto
Nel 1952 si riavvicina alla politica e viene eletto nel consiglio comunale di Spoleto in una lista civica. Nel 1956 si iscrive al PSI e viene nominato assessore alle finanze della città umbra. In questa veste è stato uno degli ideatori del Festival dei Due Mondi.
Muore all'età di 84 anni in una casa di riposo della sua città natale.